# Susana Alexander
Susana Alexander (Cidade do México, 3 de julho de 1943) é uma atriz mexicana.

## Filmografia

### Televisão
- Cita a ciegas (2019)... Esther
- Silvia, frente a ti (2019).... Secretaria XEW
- A cada quien su Santo (2013)
- Súbete a mi moto (2002).... Doña Angustias
- Lo que callamos las mujeres (2001)
- El amor no es como lo pintan (2001).... Amiga de Dunia
- Ellas, inocentes o culpables (2000).... María
- No tengo madre (1997).... María Malpica
- Morir dos veces (1995).... Beatriz
- Más allá del puente (1994).... Dra. Leonor Rivas
- Televiteatros (1993)
- En carne propia (1990 - 1991).... Madre Carolina Jones
- Amor de nadie (1990).... Julieta de Santiesteban
- Cuando llega el amor (1990).... María Luisa de Fernández
- El precio de la fama (1987).... Inés
- El engaño (1986).... Elena
- Herencia maldita (1986).... Elisa
- La traición (1984).... Estela Serrano de Del Valle
- En busca del paraíso (1982).... Sofía
- Aprendiendo a amar (1979).... Cristina de Peñaranda
- Pasiones encendidas (1978).... Adriana
- Mañana será otro día (1976).... Sofía Ramírez
- El chofer (1974).... Tania
- Muñeca (1974).... Márgara
- Ana del aire (1973).... Lola
- El edificio de enfrente (1972)
- El rabo verde (1971)
- Lucía Sombra (1971).... Erika
- Rosario (1969) .... Julia San Román
- Del altar a la tumba (1969)
- Chucho el Roto (1968).... Carolina de Frizac
- Intriga (1968)
- Juventud divino tesoro (1968)
- Rocámbole (1967) .... Cereza
- Los medio hogares (1966) .... Mercedes
- La madrastra (1962)
- Los ángeles de la calle (1952)
- Los cuentos de Pepito (1951)

### Teatro
- Viaje al corazón de las palabras
- Dios, ¿sigues ahí?
- Las mujeres no tenemos llevadero
- Cómo ser una buena abuela judía
- Madre sólo hay una y como yo ninguna
- Suya, afectuosamente
- Cómo envejecer con gracia
- La vida se lee
- Poesía a la carta
- Si me permiten hablar
- Susana Alexander en des-concierto
- Yo madre, yo hija
- El Principito
- A la maestra le gusta el profe Juan
- La madre judía 2
- Punto y coma
- Pepe y Valentina
- Yo soy una buena madre judía
- El primero
- El año del pensamiento mágico
- Las dos Camelias
- Buenas noches, mamá
- No tengo, no pago
- Las cuatro estaciones
- La verdad sospechosa
- Las memorias de Raquel
- Peer Gynt
- Yerma
- Electra de Eurípides
- Las criadas
- Aquelarre
- Hamlet (1968)
- Variaciones para cinco dedos
- Las preciosas ridículas

### Cinema
- Las wikas (2012)
- La fulícula (2005)
- Inaudito (1999)
- Esclavos de la pasión (1995)
- La casa de los cuchillos (1992)
- Gaby: Una Historia Verdadera (1987)
- En busca de un muro (1974)
- El bueno para nada (1973)
- El inolvidable Chucho el Roto (1971)
- Los amores de Chucho el Roto (1970)
- Yo soy Chucho el Roto (1970)
- La vida de Chucho el Roto (1970)
- Paula (1969)
- Volantín (1964)
- Yo, el mujeriego (1963)
- Cuando los hijos se pierden (1963)
- ...Qué hacer con mis hijos... (1962)

## Prêmios e indicações

### TVyNovelas
| Ano  | Categoria                 | Telenovela           | Resultado |
| ---- | ------------------------- | -------------------- | --------- |
| 1991 | Melhor atriz principal    | Cuando llega el amor | Indicado  |
| 1985 | Melhor atriz protagonista | La traición          | Venceu    |